# Herring (Motorrad)

Herring (1899)

Die Herring (1899) war ein Motorrad des amerikanischen Erfinders Augustus Herring. Die Herring gilt als eines der ersten amerikanischen Motorräder mit Verbrennungsmotor; eine Serienproduktion fand nie statt.

## Entwicklung und Technik
Augustus Herring entwickelte 1899 ein Motortandem für die damals populären Steherrennen. Der Motor des „Mobike“ genannten Fahrzeugs wurde auch in einem Solomotorrad verwendet. Weder vom Tandem noch vom Solomotorrad haben Exemplare die Zeit überstanden, da ein Feuer die Werkstatt in Saint Joseph (Missouri) völlig zerstörte. Die Technik der Herring wurde unter anderem anhand vorhandener Fotos rekonstruiert. Der Motor, mit einem Bohrung-Hub-Verhältnis von 4 Zoll, wurde entweder mit obenliegender Nockenwelle oder Drehventil gesteuert und von einem Oberflächenvergaser mit Kraftstoff versorgt. Der Zylinderkopf war wassergekühlt, der Kühler dazu hinter der Sattelstütze platziert. Der Kraftstofftank befand sich im Rahmendreieck unter dem Doppelrohr. Das „Mobike“ wurde mit einer Vielzahl von Pedalen und Hebeln, die sich vor dem Tretlager befanden, gesteuert. Herrings Motorrad zeugte, vor dem Hintergrund der Entstehungszeit, von einem begabten Erfinder.
1908 zog Herring nach Hammondsport, um mit Glenn Curtiss die Herring-Curtiss-Company zur Entwicklung von Fluggeräten zu gründen.